# 来栖あいり
来栖 あいり（くるす あいり、1994年8月4日 - ）は日本のフリーアナウンサー、ナレーター、声優、タレントである。茨城県出身。獨協大学出身。